# Погоріле (озеро, Волинська область)
Погоріле — озеро у Волинській області. Інша назва - Бенедиктове. Входить до групи Озерянське намисто. Власне озеро Погоріле розташоване за межами населенного пункту, між селами Пересіка та Гончий брід.
Назва озера походить від відомого на Пересіці пана-гульвіси, який програв своє життя у карти.

## Короткий опис
Площа водного плеса - 5,20 га. 
Максимальна глибина водойми — 6,6 метрів.. Об’єм  води - 600 тис м. куб. 
На озері є кладка з пірсом, з якого відкривається гарний огляд водного дзеркала.
З усіх боків озеро оточене мішаним лісом.

## Утворення
Озеро має карстове походження. Виникло після відходу льодовика.

## Гідрологія
Погоріле - безстічне озеро.

## Використання
Перспективи використання озера - любительське рибальство. Основні об'єкти аквакультури: карась сріблястий, плітка, краснопірка, окунь, щука, лин.

## Охорона
Разом з іншими 11 озерами Озерянського намиста, ділянками сосново-дубового та березово-осикового лісу, болотами, чагарниковими заростями, лучними угіддями, пасовищами озеро Погріле входить до загальнозоологічного Озерянський заказник (Турійський район), утвореного за рішенням Волинської обласної ради народних депутатів від 21.10.1991, № 226.